# 核心六国

外围七国和核心六国在地图上的标示（1961年）
核心六国
外围七国

核心六国（The Inner Six，或简称 The Six）6个欧洲各共同体的初创成员国。他们与外围七国（Outer Seven）形成对比，后者成立了欧洲自由贸易联盟而非投身于超国家的欧洲统合架构。外围七国中的五国后来加入了欧洲各共同体。
| 核心六国                                        | 外围七国                                             |
| ----------------------------------------------- | ---------------------------------------------------- |
| - 比利时 - 法國 - 義大利 - 盧森堡 - 荷蘭 - 西德 | - 奥地利 - 丹麦 - 挪威 - 葡萄牙 - 瑞典 - 瑞士 - 英国 |

## 历史
核心六国指的是响应舒曼计划号召而将煤钢资源置于一统一的最高权力机构管制之下。这六国在1951年4月18日签署了巴黎协议，成立欧洲煤钢共同体；1952年7月23日，条约生效，欧洲煤钢共同体开始运作。随之，六国在1952年签署条约，尝试形成欧洲防务共同体，从而使西德能够在欧洲军事指挥部指挥下重新武装。然而这一计划被法国参议院否决，这也搅乱了欧洲政治共同体条约的起草，这一条约原本打算成立政治联邦以确保民主政府对新的欧洲军队的掌控。欧洲煤钢共同体负责人、后来被誉为“欧洲之父”、欧洲统合设计师的让·莫内辞职以示抗议，并且开始专注于经济方面的新统合计划。
随着欧洲各国对海外石油的依赖程度上升、煤储量的逐步枯竭，欧洲原子能共同体的构想开始浮现。让·莫内倾向于成立一个单独的原子能机构，而非拓展煤钢共同体的权力，后者为欧洲议会所提议的方案。然而比荷盧经济聯盟（比利时、荷兰、卢森堡所组成的经济联盟）以及德国却渴望一个共同市場，尽管法国政府与让·莫内并不乐见于此。为了协调两方面构想，经济共同体和原子能共同体均会被创立。因此，在1957年，六国继续签署了羅馬條約成立了欧洲经济共同体和歐洲原子能共同體。这些共同体的机构在1967年合并，形成了欧洲各共同体这种称呼。六国持续合作，直至1973年爱尔兰和外围七国中的英国和丹麦加入了它们。

## 核心集团的扩大
苏伊士危机表明，英国无力脱离其它国家单独行动，故而转向美国和欧洲经济共同体寻求合作。随后不久，在1960年，英国和丹麦、爱尔兰、挪威提交了加入欧洲共同体的申请。然而时任法国总统夏爾·戴高樂将在欧洲共同体中的英国视为美国的“特洛伊木馬”，宣布他会否决英国的加入。在1967年5月11日，原先申请加入的四国又重新提交了申请。随着乔治·蓬皮杜成为新的法国总统，原先法国表示会否决的表态被搁置，四国加入欧洲共同体的谈判在1970年启动；两年后，除挪威外的三国都签署了正式加入共同体的条约，而挪威在1972年的公投中拒绝加入欧洲共同体。
1981年，希腊加入了欧洲各共同体，使得成员数扩增到10。葡萄牙和西班牙在民主转型后离开了欧洲自由贸易联盟而在1986年转而加入欧洲各共同体。1986年，芬兰加入了欧洲自由贸易联盟。1995年，瑞典、奥地利、芬兰加入了前面12个国家的队列，使得挪威和瑞士成为外围七国中仅剩的未加入欧洲各共同体的国家；与此同时，冰岛和列支敦斯登加入了欧洲自由贸易联盟。欧洲各共同体，也就是如今的欧洲联盟(EU)成员国数量为27。

## 现代“核心”集团
当前，欧盟内部仍存在一体化进程更快的集团，典型如欧元区和申根区。里斯本条约特别设立了"强化合作"机制，允许有意愿的成员国在特定政策领域率先深化整合——这种制度设计源于《欧洲宪法条约》遭否决后，部分欧洲领导人试图在整体进展较缓的欧盟框架内，打造一个更具联邦性质的"核心欧洲"。
核心六国是欧盟中融合程度最高的成员国。
| 参与国 | 申根区 | 自由、安全與正義的領域 | 歐洲聯盟基本權利憲章 | 欧元区 | 歐洲經濟區 | 欧洲稳定机制 | 欧洲财政协定 | 单一清算机制 | 欧元区附加公约 | 共同安全与防务政策 | Prüm条约（申根协定III） | 专利         | 离婚       | 欧洲联盟标志 |
| ------ | ------ | ---------------------- | -------------------- | ------ | ---------- | ------------ | ------------ | ------------ | -------------- | ------------------ | ----------------------- | ------------ | ---------- | ------------ |
| 比利时 | x      | x                      | x                    | x      | x          | x            | x            | x            | x              | x                  | x                       | x            | x          | x            |
| 法国   | x      | x                      | x                    | x      | x          | x            | x            | x            | x              | x                  | x                       | x            | x          | o            |
| 德国   | x      | x                      | x                    | x      | x          | x            | x            | x            | x              | x                  | x                       | x            | x          | x            |
| 意大利 | x      | x                      | x                    | x      | x          | x            | x            | x            | x              | x                  | o                       | x            | x          | x            |
| 卢森堡 | x      | x                      | x                    | x      | x          | x            | x            | x            | x              | x                  | x                       | x            | x          | x            |
| 荷兰   | x      | x                      | x                    | x      | x          | x            | x            | x            | x              | x                  | x                       | x            | o          | o            |
| 参与国 | 申根区 | 自由、安全與正義的領域 | 歐洲聯盟基本權利憲章 | 欧元区 | 歐洲經濟區 | 欧洲稳定机制 | 欧洲财政协定 | 单一清算机制 | 欧元区附加公约 | 共同安全与防务政策 | Prüm条约（申根协定III） | 统一专利认证 | 离婚法合作 | 欧洲联盟标志 |

 x  – 成员
 o  – 非成员